# Combat Sergeant
Combat Sergeant è una serie televisiva statunitense in 13 episodi trasmessi per la prima volta nel corso di una sola stagione nel 1956.
È una serie di guerra ambientata durante la seconda guerra mondiale in Africa e incentrata sulle vicende del sergente dell'esercito statunitense Nelson (interpretato da Michael Thomas) e sui casi che gli vengono assegnati dei suoi superiori tra cui azioni di guerriglia o di spionaggio tra le file nemiche contro le forze tedesche capitanate da Erwin Rommel.

## Personaggi e interpreti

### Personaggi principali
- Sergente Nelson (13 episodi, 1956), interpretato da Michael Thomas.

## Produzione
La serie fu prodotta dalla National Telefilm Associates.

### Registi
Tra i registi sono accreditati:
- George Blair
- Paul Landres

### Sceneggiatori
Tra gli sceneggiatori sono accreditati:
- David T. Chantler
- Orville H. Hampton
- Curtis Kenyon
- DeVallon Scott

## Distribuzione
La serie fu trasmessa negli Stati Uniti dal 29 giugno 1956 al settembre 1956 sulla rete televisiva ABC.

## Episodi
| Stagione       | Episodi | Prima TV USA |
| -------------- | ------- | ------------ |
| Prima stagione | 13      | 1956         |